# Stelzenmonarch

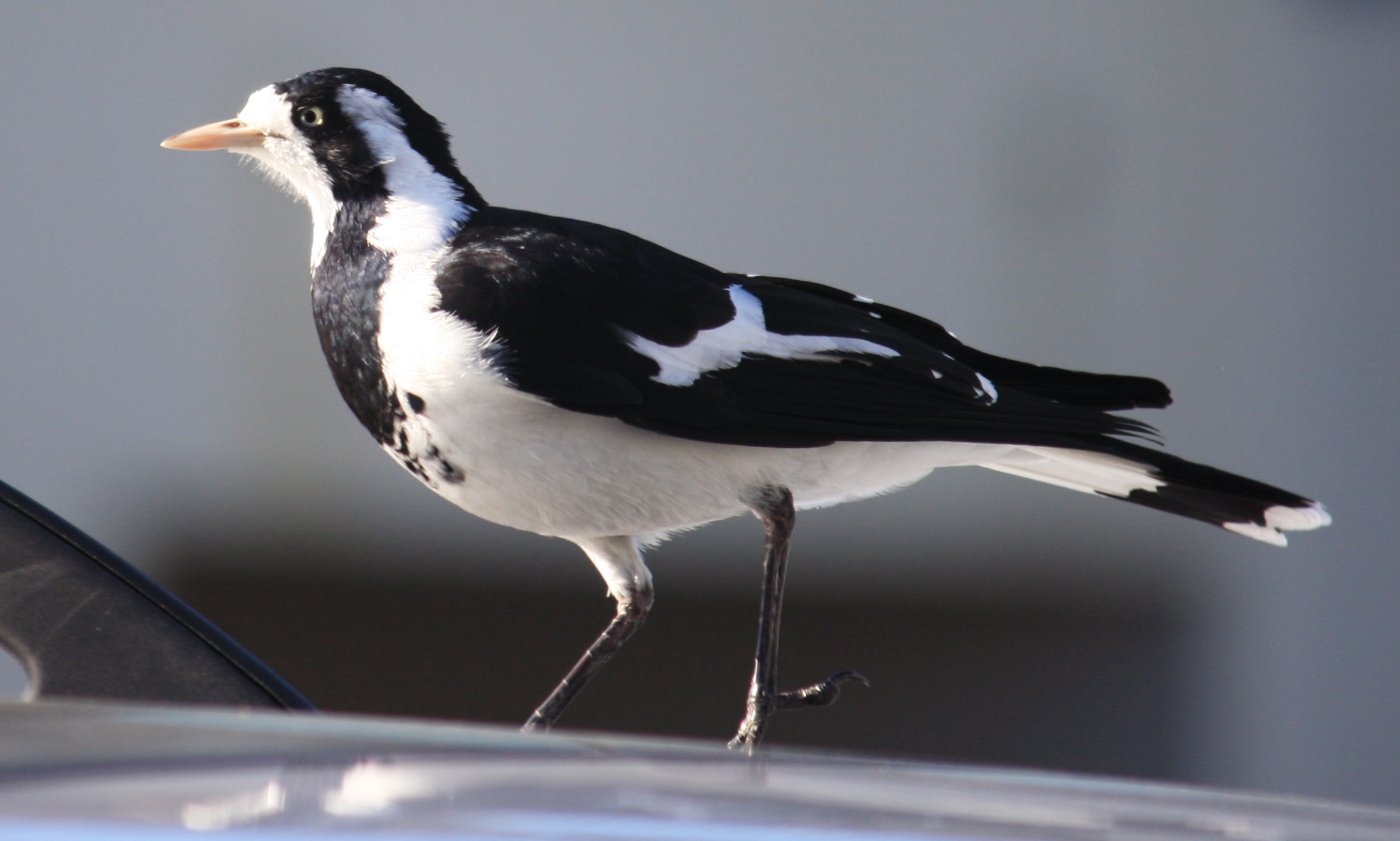
Weibchen

Der Stelzenmonarch (Grallina cyanoleuca), auch Drosselstelze genannt, ist ein auffälliger, weitverbreiteter, schwarz-weißer Vogel der Avifauna Australiens aus der Familie der Monarchen. Er ist der einzige Vertreter seiner Gattung in Australien, der zur gleichen Gattung gehörende Bachmonarch gehört zur Avifauna Neuguineas.
Der Stelzenmonarch ist auf dem gesamten australischen Kontinent zu finden und hat seit Beginn des 20. Jahrhunderts sein Verbreitungsgebiet ausdehnen können, da die zunehmenden Weide- und Agrarflächen mit den dazugehörigen Wasserstellen ihm neuen Lebensraum boten. Er fehlt lediglich auf Tasmanien und in einigen tiefen inneren Wüstengegenden im Nordwesten von Western Australia. Als Irrgast wird er gelegentlich auch auf den Molukken, auf Timor und den Kleinen Sundainseln beobachtet.
Ihre Bestandssituation wird von der IUCN als ungefährdet (least concern) eingestuft.

## Merkmale
Der Stelzenmonarch erreicht eine Körperlänge zwischen 24 und 30 Zentimeter, die durchschnittliche Größe liegt bei 27,5 Zentimeter. Er entspricht damit etwa der Größe einer Amsel.
Mit der schwarz-weißen Erscheinung ist der Stelzenmonarch ein gewohnter Anblick im australischen Landschaftsbild: Er sitzt gerne auf Telefonleitungen, entweder einzeln oder als Pärchen, oder er sucht auf offenen Flächen nach Nahrung, besonders an Uferrändern oder Sümpfe. Die Geschlechter sehen sich von Weitem ähnlich, sind aber leicht voneinander zu unterscheiden: Das Weibchen hat eine weiße Kehle, das Männchen eine schwarze Kehle und einen schwarzen Augenstreifen. Jungvögel und Heranwachsende beider Geschlechter haben die weiße Kehle des Weibchens und den schwarzen Augenstreifen des Männchens.

## Verwechslungsmöglichkeiten
Der Stelzenmonarch weist eine oberflächliche Ähnlichkeit mit dem in Australien ebenfalls weitverbreiteten Flötenvogel auf. Dieser ist allerdings deutlich größer als der Stelzenmonarch. Das schwarz-weiße Gefieder ist anders verteilt: Der auffälligste Unterschied im Gefieder besteht in der fast vollständig schwarzen Körperunterseite des Flötenvogels. Bei dem Stelzenmonarch ist diese überwiegend weiß.

## Verbreitungsgebiet

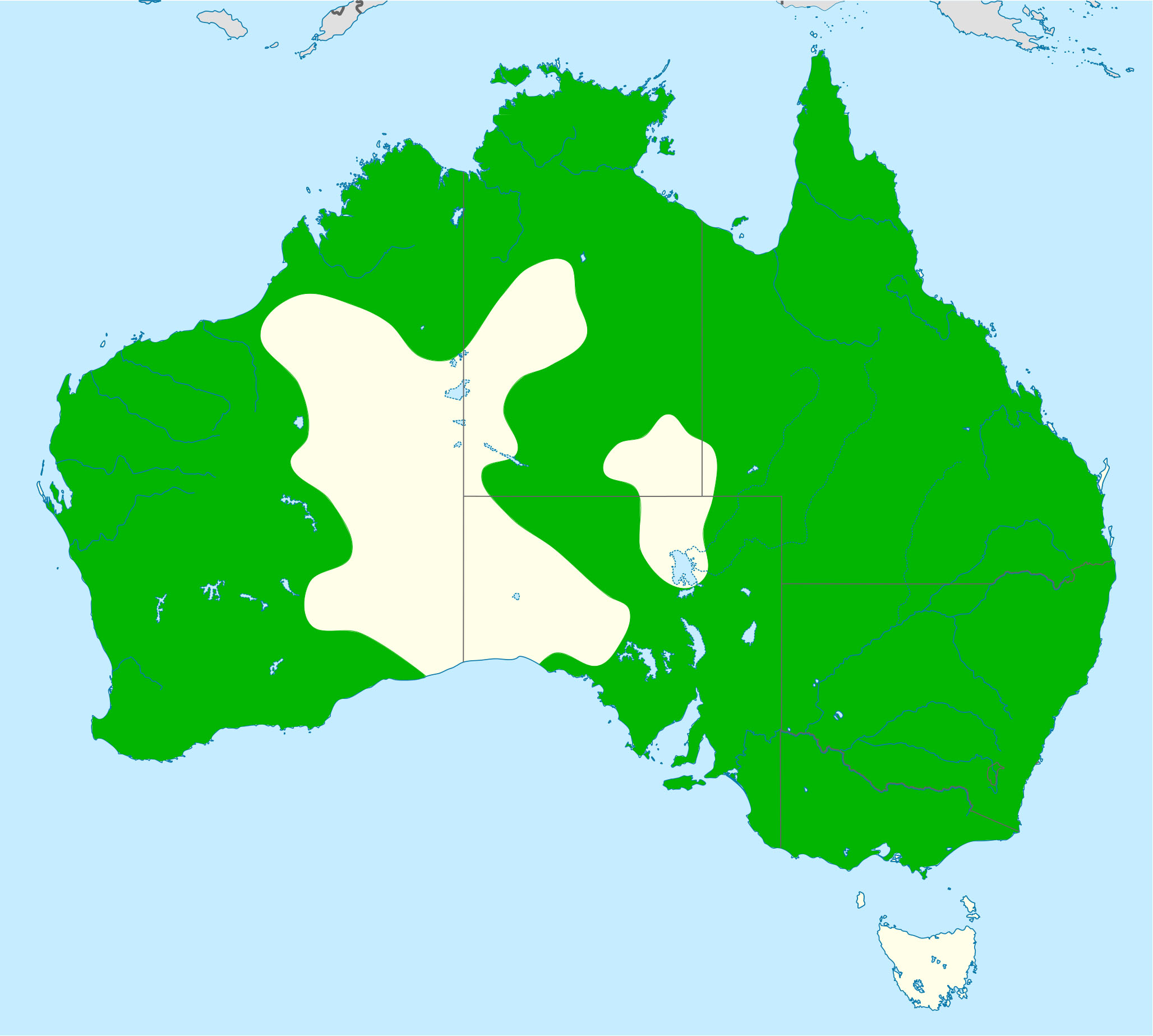
Verbreitungsgebiet des Stelzenmonarchen

Der Stelzenmonarch fehlt auf dem australischen Kontinent nur in der Nullarbor-Ebene, in der Großen Victoria-Wüste, der Gibsonwüste, im Süden der Großen Sandwüste und im Nordosten von Arnhemland. Er fehlt auf den meisten der vor der Küste Australiens liegenden Inseln. Besiedelt wird jedoch unter anderem die Lord-Howe-Insel, wo der Stelzenmonarch zu Beginn des 20. Jahrhunderts mehrfach als Irrgast beobachtet und 1924 eingeführt wurde, indem dort 10 Individuen ausgesetzt wurde. Seitdem ist er dort ein weitverbreiteter Vogel. Einführungsversuche gab es auch auf Neuseeland.
Mit der Ausweitung des landwirtschaftlichen Anbaus zu Beginn des 20. Jahrhunderts hat der Stelzenmonarch sein Verbreitungsgebiet in Australien ausdehnen können. Er profitiert dabei von der Abholzung von Wäldern und der Anlage von Wasserstellen. Aus diesem Grund hat er erst im 20. Jahrhundert den Nordwesten von South Australia und den Südwesten von Western Australia besiedeln können. In der Region um Charters Towers und im Weizengürtel von Western Australia hat seine Populationsdichte zugenommen. Dagegen sind in stark urbanisierten Regionen wie etwa die Region um Sydney die Bestandszahlen zurückgegangen.
Die einzelnen Populationen zeigen in Abhängigkeit ihrer geografischen Verbreitung ein unterschiedliches Zugverhalten. In Südaustralien sind die Populationen adulter Stelzenmonarchen überwiegend Standvögel, die ganzjährig ein Revier besetzen. Jungvögel, noch nicht geschlechtsreife Vögel sowie nicht brütende Adulte dagegen bilden Trupps, die ein größeres Gebiet durchstreifen. In Nordaustralien sind Stelzenmonarchen Zug- und Strichvögel, die in niederschlagsarmen Jahreszeiten in die Küstenregionen abwandern.

## Lebensraum

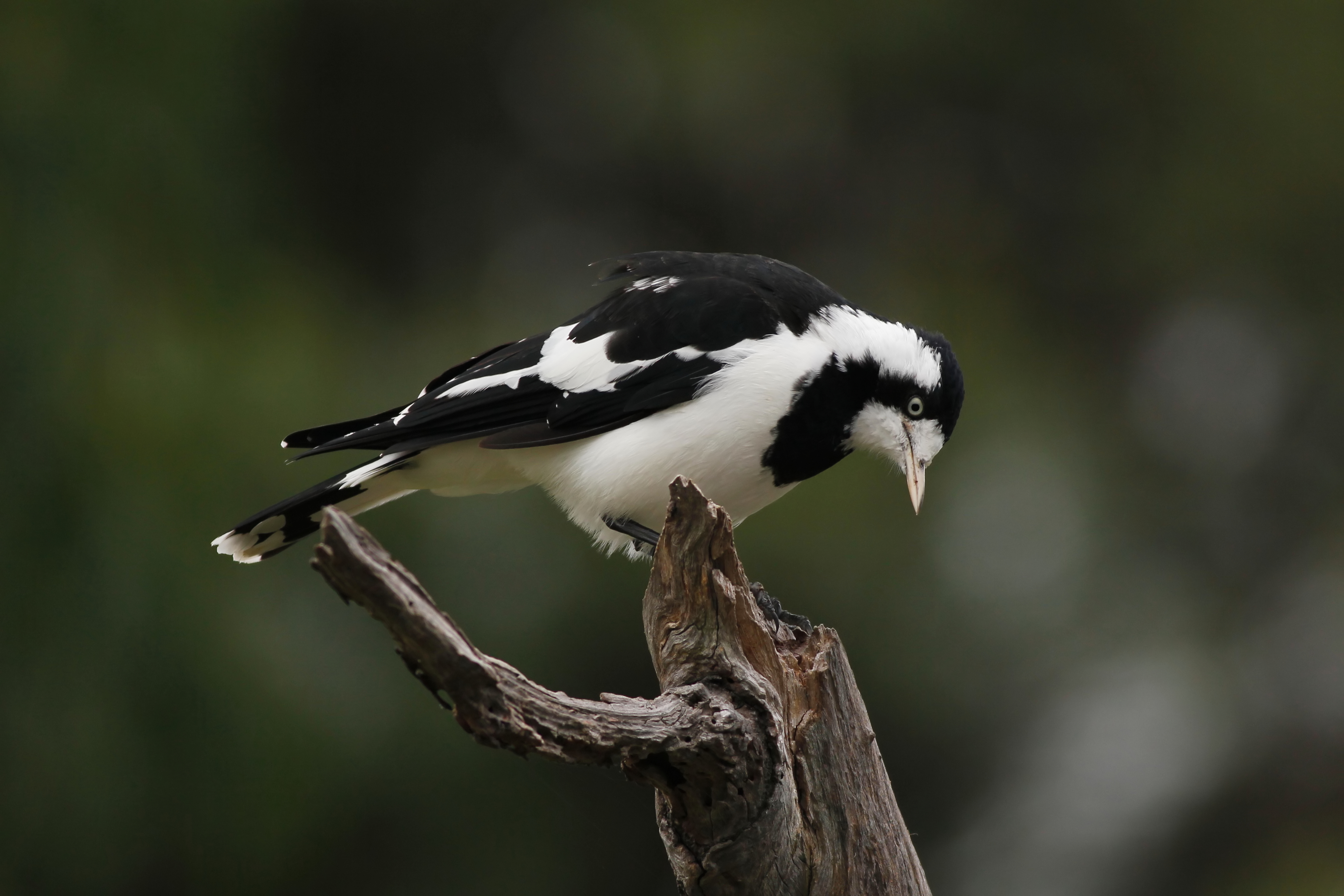
Stelzenmonarch, Weibchen

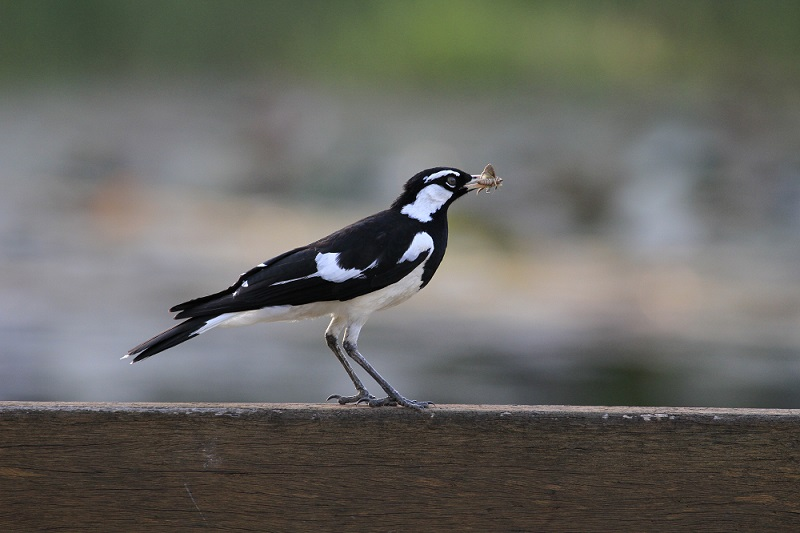
Stelzenmonarch, Männchen mit Motte im Schnabel

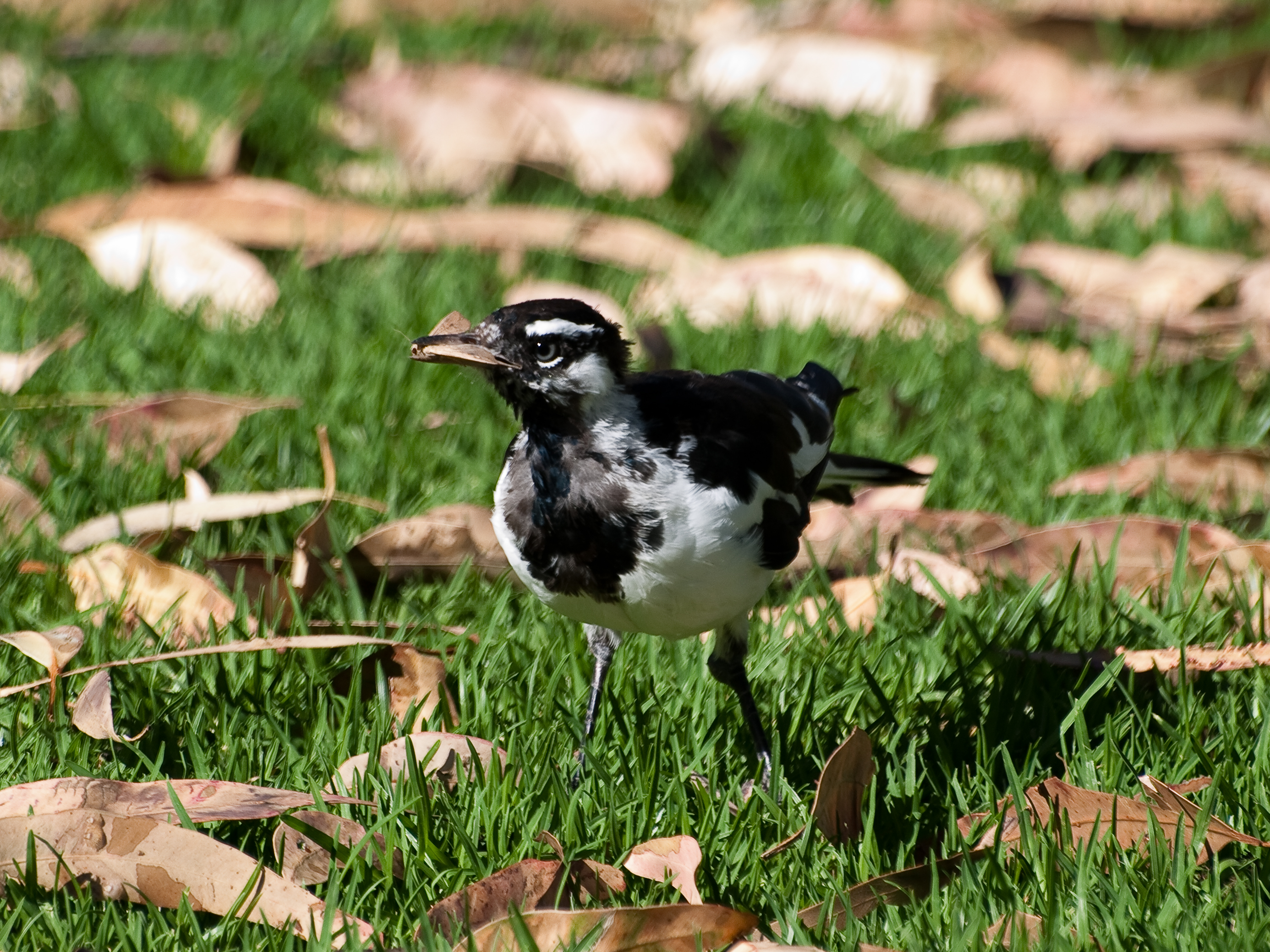
Stelzenmonarch bei der Nahrungssuche

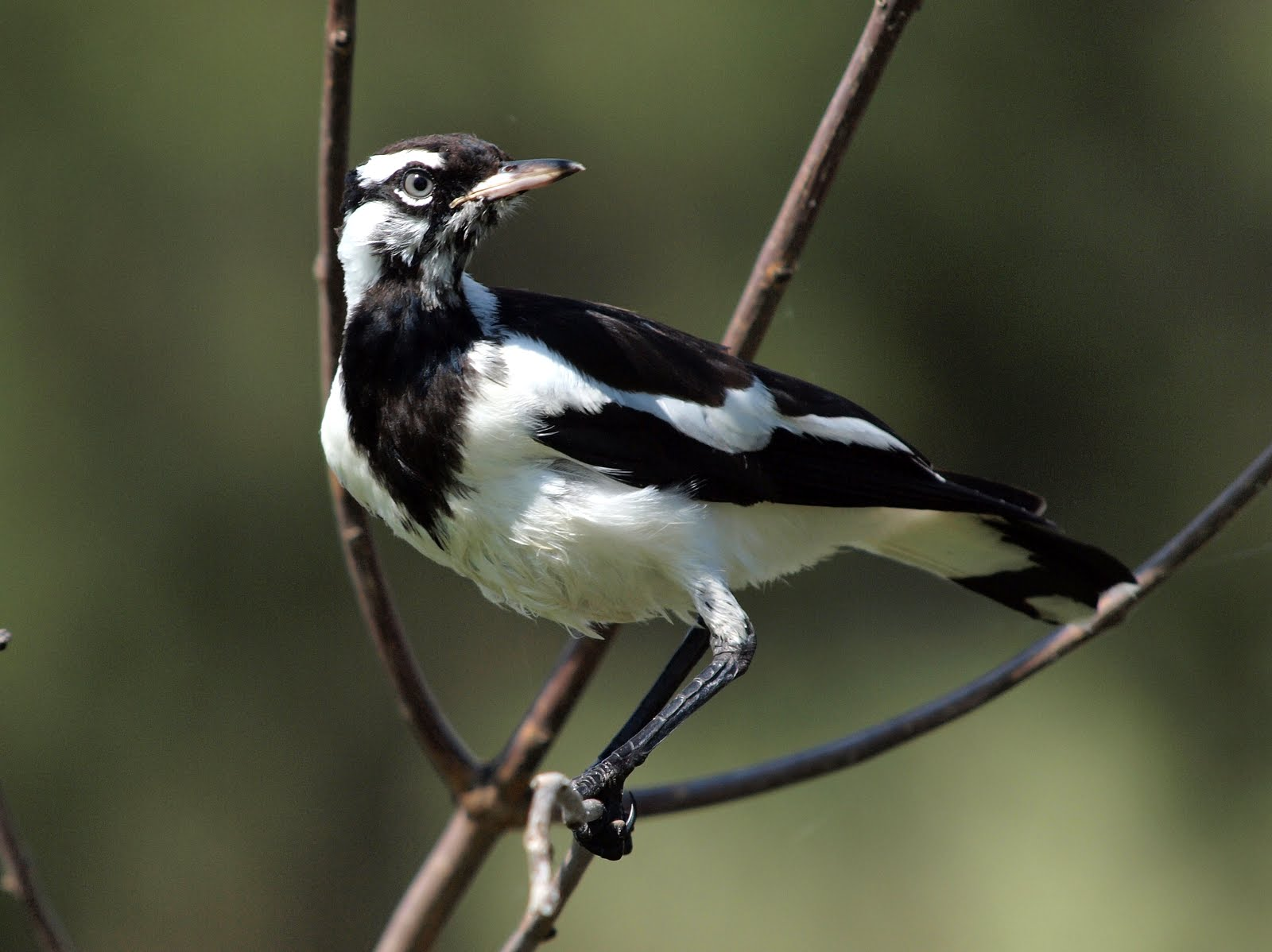
Männchen in der Nähe von Canberra

Der Stelzenmonarch besiedelt eine Reihe sehr unterschiedlicher Lebensräume. Generell ist er in offenem Grasland und schütter mit Bäumen und Büschen bestandenen Gebieten zu finden. Er ist auf die Nähe von Wasser angewiesen. Der typischste Lebensraum für ihn sind offene Waldlandschaften entlang von Gewässerläufen. Er kommt auch auf Agrarflächen sowie in den dünner besiedelten Vorstädten urbaner Regionen vor. Er fehlt dagegen in dichten, geschlossenen Wäldern oder der Mallee, wenn diese keine Wasserstellen aufweist. Seine Lebensraumanforderungen sind Wasser und Lehmstellen, die er für den Bau seiner Nester benötigt, sowie einige höhere Bäume, in denen er seine Nester baut oder ruht und schließlich offenes Gelände, in dem er auf dem Boden nach Nahrung sucht. Seine Höhenverbreitung reicht bis maximal 1200 Meter, oberhalb von 1000 Höhenmetern ist er bereits selten anzutreffen.

## Lebensweise

### Nahrung
Der Stelzenmonarch frisst überwiegend Wirbellose. Kleine Insekten und ihre Larven spielen in seiner Ernährung eine besonders große Rolle. Daneben frisst er gelegentlich aber auch kleine Wirbeltiere sowie Grassamen. Seine Nahrung sucht er überwiegend auf dem Boden. Er ist bei der Nahrungssuche unter anderem in Parks und in Gärten der Vorstädte, auf Weideflächen sowie in Obstgärten zu beobachten. Sehr häufig sucht er auf frisch gemähten Rasenflächen nach Wirbellosen. Aufgrund seiner vergleichsweise geringen Scheu findet er sich dabei gelegentlich ein, obwohl der Rasen noch gemäht wird. Sehr selten sucht er in Baumkronen nach Nahrung oder fängt Insekten im Fluge.
Außerhalb der Brutzeit sind Stelzenmonarchen bei der Nahrungssuche häufiger in kleinen Trupps von bis zu acht Individuen zu beobachten. Ganzjährig sind sie gelegentlich gemeinsam mit Flötenvogel, Kurzschwanz-Trugschmätzer (Epthianura albifrons) und Stachelibis bei der Nahrungssuche zu sehen.

### Fortpflanzung
Vogelpärchen bleiben im Allgemeinen lebenslang zusammen (Trennungen sind jedoch nicht unbekannt) und verteidigen ihr Revier gemeinsam. Das Nest hat einen Durchmesser von etwa 150 mm und ist für gewöhnlich auf einem waagerechten Ast in Wassernähe gebaut. Es besteht aus Gras und Pflanzenmaterial, welches mit Schlamm zusammengehalten und großzügig mit Gras, Federn und Fellhaaren ausgekleidet wird. Die Brutzeit ist den Umgebungsbedingungen angepasst: gewöhnlich von August bis Februar im fruchtbaren Süden, ganzjährig in trockenen Regionen. Mehrfachbruten sind häufig, wenn es die Bedingungen erlauben. Beide Elternvögel bebrüten das Gelege aus drei bis fünf Eiern.

## Trivia
Der Stelzenmonarch gehört zu den weltweit etwa 200 Arten von Vögeln, bei denen bekannt ist, dass sie im Duett singen können: Jeder Partner gibt einen Laut pro Sekunde von sich, aber jeweils um eine halbe Sekunde versetzt, sodass es einem schwerfällt zu sagen, ob gerade zwei oder nur einer singt.

## Systematik
Wie bei vielen anderen Vögeln der australischen Vogelwelt stammt die englische Bezeichnung Magpie-lark, zu Deutsch „Elster-Lerche“, von den ersten europäischen Siedlern, die den Stelzenmonarch mit heimischen Vögeln der nördlichen Hemisphäre verglichen.
Tatsächlich ist der Stelzenmonarch weder mit der Elster noch mit den Lerchen näher verwandt. Die wahren Verwandtschaftsverhältnisse sind nicht ganz aufgeklärt: Traditionell bildete die Gattung Grallina eine eigene Familie Grallinidae, die irgendwo zwischen den Familien der Schlammnestkrähen (Corcoracidae) und Flötenwürger (Cracticidae) angesiedelt ist – beide sehen dem Vogel ziemlich ähnlich. Untersuchungen zur DNA-Hybridisierung in den 1980/90er-Jahren wiesen aber auf eine nähere Verwandtschaft mit den Monarchen (Monarchidae), Fächerschwänzen (Rhipiduridae) und Drongos (Dicruridae) hin. Das hat zur vorläufigen Eingliederung in eine zu den Rabenvögeln (Corvidae) gehörende Unterfamilie Dicrurinae geführt, die aber nicht allgemein akzeptiert ist. 2008 wurde die Gattung Grallina in die Familie der Monarchen eingegliedert.